# Hiệp hội Internet Việt Nam
Hiệp hội Internet Việt Nam (VIA) tên tiếng Anh là Vietnam Internet Association được thành lập vào tháng 10 năm 2010, hoạt động dưới hình thức tổ chức phi chính phủ và phi lợi nhuận.

## Giới thiệu
Hiệp hội Internet Việt Nam là thành quả của quá trình 3 năm vận động thành lập, với sự chỉ đạo của Bộ Thông tin và Truyền thông trong buổi làm việc với các nhà cung cấp dịch vụ internet Việt Nam năm 2007.
VIA hiện có hơn 150 hội viên bao gồm các công ty viễn thông, ISP, truyền thông, nội dung số, nhà cung cấp dịch vụ trực tuyến, nhà cung cấp phần cứng và phần mềm, v.v. VIA tập trung vào các hoạt động cầu nối giữa các nhà hoạch định chính sách và các doanh nghiệp, cộng đồng internet thông qua các hoạt động đàm phán đối thoại, hội thảo, kết nối kinh doanh, đào tạo và quảng bá. VIA nhắm đến việc xây dựng một hệ sinh thái Internet Việt Nam tươi sáng, sự cởi mở và công bằng cho mọi người.

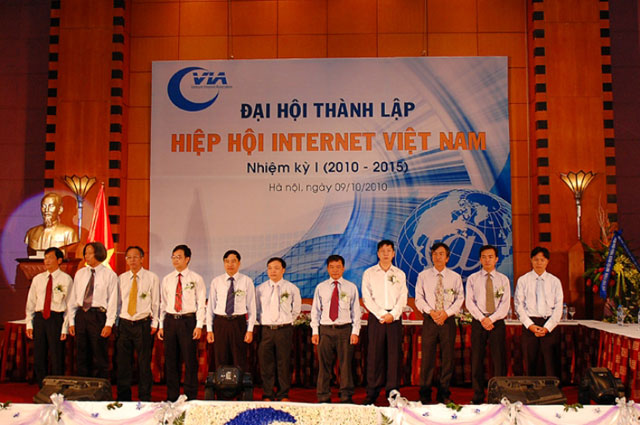
Hà Nội, Đại hội thành lập Hiệp hội Internet Việt Nam VIA

Danh sách Ban Chấp hành Hiệp hội Internet Việt Nam (VIA)
Danh sách Văn phòng Hiệp hội Internet Việt Nam (VIA)
Danh sách Hội viên Hiệp hội Internet Việt Nam (VIA)
Portfolio Hiệp hội Internet Việt Nam (VIA)

## Hoạt động đáng chú ý

### Internet Day
Internet Day là sự kiện do Hiệp hội Internet Việt Nam chủ trì được tổ chức thường niên từ năm 2012 để kỷ niệm ngày Việt Nam chính thức hòa mạng Internet: ngày 19/11/1997.
Sự kiện Internet Day qua các năm:
1. Internet Day 2012, chuỗi sự kiện kỉ niệm 15 năm Internet vào Việt Nam diễn ra ngày 01/12/2012 tại Trung tâm biểu diễn Nghệ thuật Âu Cơ, số 08 Huỳnh Thúc Kháng, Hà Nôi.
2. Internet Day 2013, chủ đề  "Tương lai nền kinh tế Internet Việt Nam",  tổ chức ngày 04/12/2013, tại Khách sạn Sheraton, TP. Hà Nội;
3. Internet Day 2014, chủ đề "Hội thảo của kỷ nguyên Online", tổ chức ngày 5/12, tại khách sạn Continental, TP. Hồ Chí Minh;
4. Internet Day 2015, chủ đề "Internet of things", tổ chức ngày 19/11, tại Khách sạn Sheraton, TP. Hà Nội;
5. Internet Day 2016, chủ đề "Sự đóng góp của nội dung số cho nền kinh tế Internet", tổ chức ngày 21/12, tại Khách sạn Sheraton, TP. Hà Nội;
6. Internet Day 2017, chủ đề "Chuyển động số: Internet - Nền tảng cho doanh nghiệp Việt hội nhập kinh tế số" &  "Kỷ niệm 20 năm Internet Việt Nam", tổ chức ngày 22/11, tại JW Marriodt Hotel Hà Nội;
7. Internet Day 2018, chủ đề "Internet và hệ sinh thái số Việt Nam", tổ chức ngày 05/12, tại Khách sạn Sheraton, TP. Hà Nội.

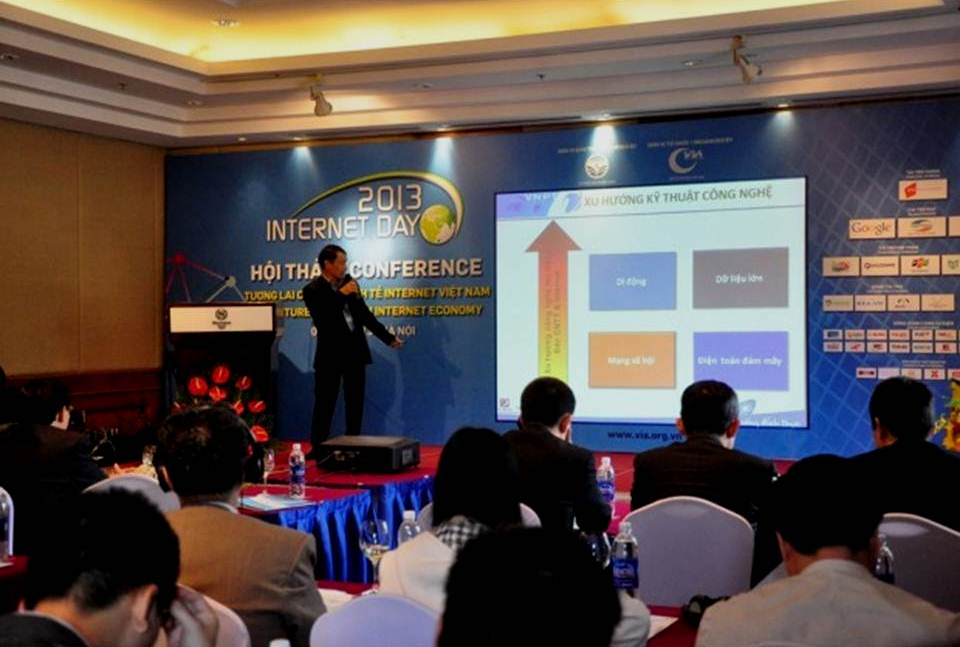
Hình ảnh Internet Day 2013
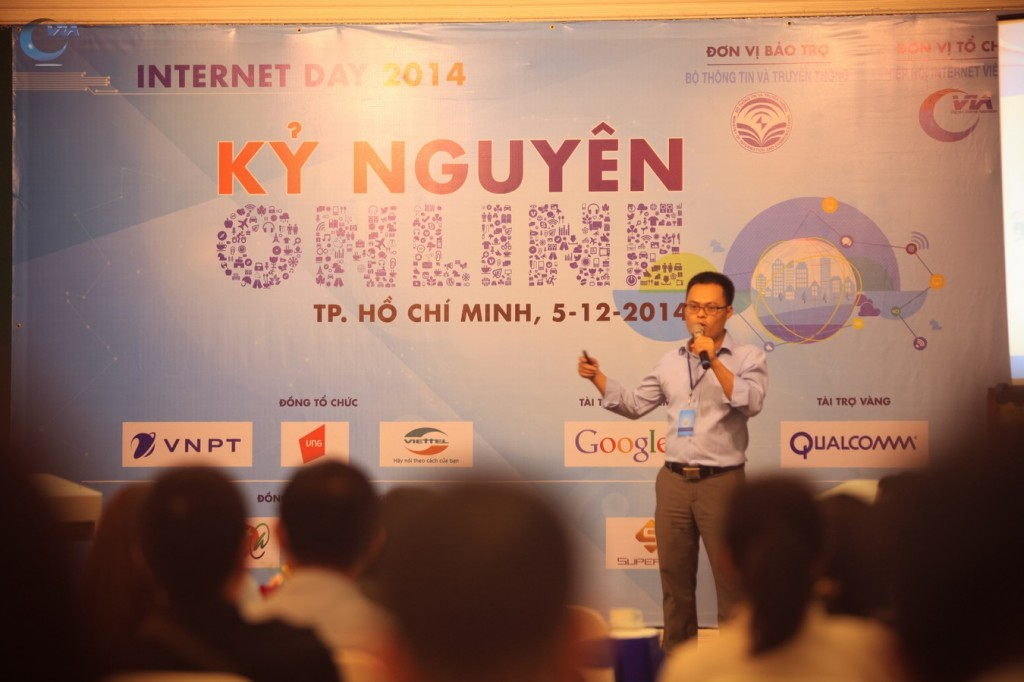
Hình ảnh Internet Day 2014
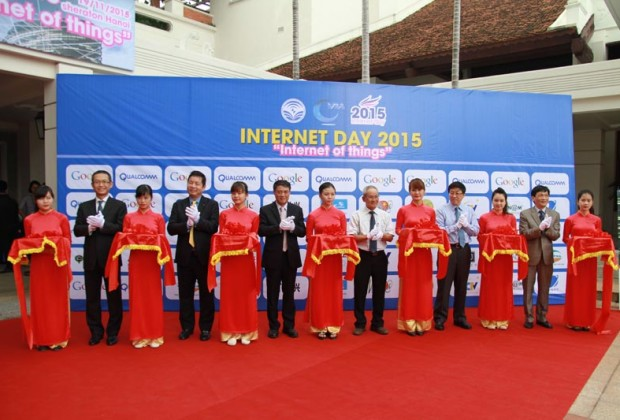
Hình ảnh Internet Day 2015
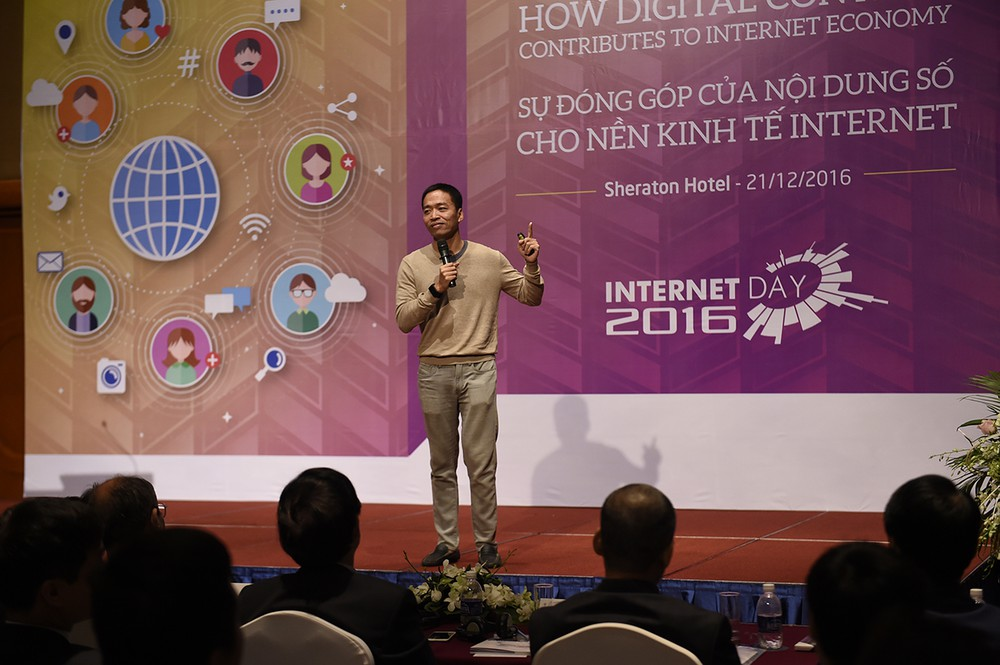
Hình ảnh Internet Day 2016
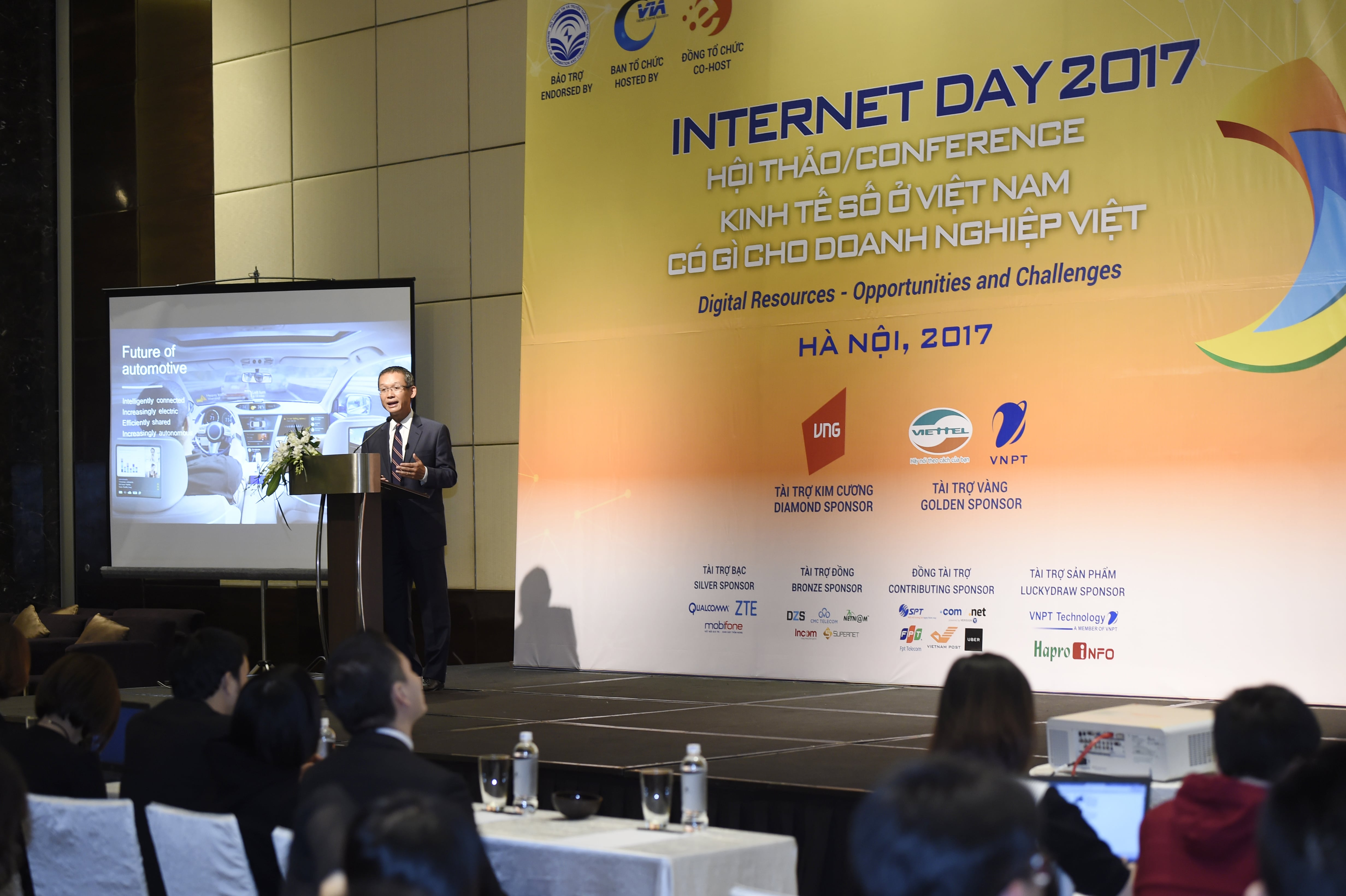
Hình ảnh Internet Day 2017
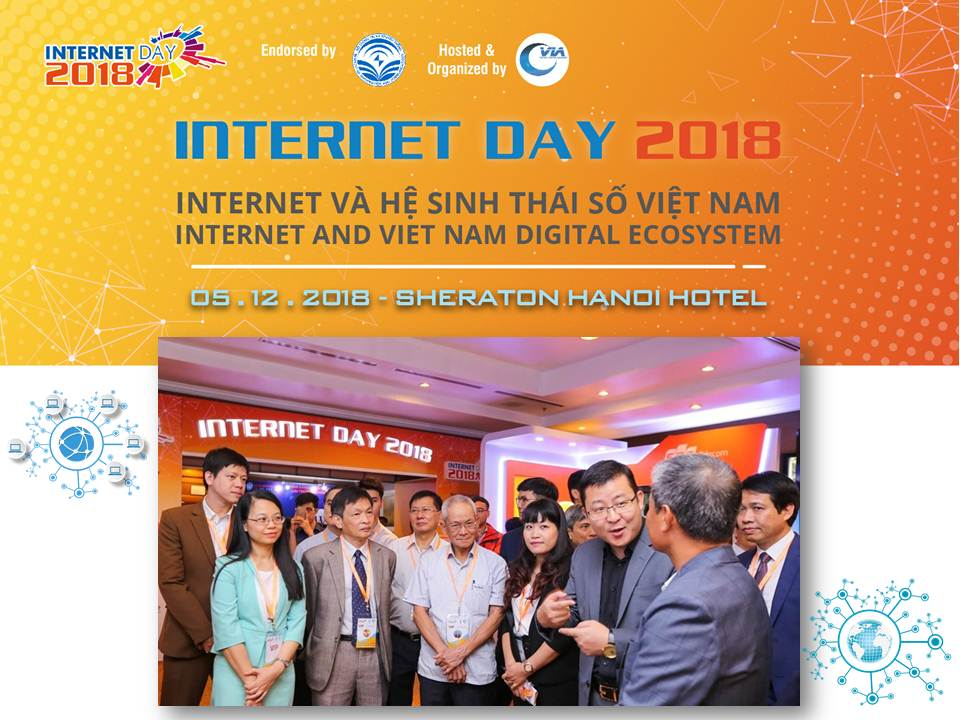
Hình ảnh Internet Day 2018

8. Internet Day 2019, chủ đề "Internet Việt Nam: Đổi mới sáng tạo để Chuyển đổi số", tổ chức ngày 11/12, tại Khách sạn Sheraton, TP. Hà Nội.
9. Internet Day 2020, chủ đề "Internet Việt Nam: Hiện thực hóa khát vọng Chuyển đổi số của Việt Nam ", tổ chức ngày 16/12, tại Khách sạn Sheraton, TP. Hà Nội.
10. Internet Day 2021, chủ đề "Phục hồi và bứt phá trong kỷ nguyên dữ liệu hóa", tổ chức ngày 15/12, hình thức Hybrid.
11. Internet Day 2022, 25 năm Internet Việt Nam & Internet Day 2022 chủ đề "Phát triển bền vững trong hệ sinh thái Internet", tổ chức ngày 07/12/2022, tại Melia Hanoi.
12. Internet Day 2023 chủ đề "Không gian mới, Cơ hội mới cho Internet Việt Nam" (Internet Vietnam: New Spaces, New Opportunities), tổ chức ngày 22/11/2023, tại Grand Plaza Hanoi.
13. Internet Day 2024 chủ đề “Bước tiến mới cho Internet Việt Nam - Bứt phá với DC, Cloud, 5G & AI", tổ chức ngày 27/11/2024, tại Grand Plaza Hanoi.
Website chính thức của sự kiện Internet Day: https://internetday.vn/

### OpenInfra Days
Sự kiện OpenInfra Days đã được tổ chức bởi hơn 20 cộng đồng OpenStack ở khắp nơi trên thế giới với mục tiêu chính là tạo ra một sân chơi về công nghệ, bổ ích đối với người sử dụng và người tham gia phát triển các sản phẩm liên quan tới OpenStack.
Tại Việt Nam, Sự kiện OpenInfra Days được sự bảo trợ của Bộ TT&TT, sự ủy quyền của tổ chức OpenStack Foundation và do Hiệp hội Internet Việt Nam phối hợp với Câu lạc bộ Phần mềm tự do nguồn mở Việt Nam (VFOSSA) và cộng đồng VietOpenStack tổ chức lần đầu tiên vào năm 2018.
Sự kiện OpenInfra Days qua các năm:
1. OpenInfra Days 2018, chủ đề "Sharing and Collaborating – Chia sẻ và cộng tác", tổ chức ngày 25/08/2018, tại Khách sạn Sheraton, Tây Hồ, Hà Nội;
2. OpenInfra Days 2019, chủ đề "Khai phá tiềm năng hạ tầng mở", tổ chức ngày 24/08/2019, tại Khách sạn InterContinental Landmark 72, Hà Nội.

### Security BootCamp
Security Bootcamp lần đầu tiên được tổ chức vào năm 2012 tại TP Vũng Tàu, là một nỗ lực đáng ghi nhận của nhóm Security Bootcamp (nơi quy tụ những chuyên gia an toàn thông tin trong các công ty, tổ chức, ngân hàng ở TP.HCM, sau này phát triển thành cộng động Security Bootcamp). Sau thành công năm 2012 tại Vũng Tàu, liên tiếp các kỳ Security Bootcamp được tổ chức vào năm 2013 – tại TP Cần Thơ và 2014 – tại TP Đà Nẵng bởi chính cộng đồng Security Bootcamp.
Kể từ kỳ Security Bootcamp 2016 tại Cao Lãnh, Đồng Tháp, Hiệp Hội Internet Việt Nam chính thức đồng hành cùng nhóm cộng đồng Security Bootcamp Việt Nam để tổ chức sự kiện này hàng năm.

### K-Startup Grand Challenge 2019
Hiệp hội Internet Việt Nam (VIA) phối hợp với Trung tâm Hợp tác CNTT Hàn Quốc tại Hà Nội (KICC), thuộc Cơ quan Xúc tiến Công nghiệp CNTT Hàn Quốc (NIPA) tổ chức "K-Startup Grand Challenge 2019".
K-Startup Grand Challenge là chương trình thường niên do Chính phủ Hàn Quốc tổ chức từ năm 2016 với mục đích xây dựng một hệ sinh thái mở, giúp các Start-up mở rộng thị trường tại các nước châu Á thông qua việc sử dụng thị trường Hàn Quốc làm bước đệm. Năm 2019 này là năm thứ 4 chương trình được tổ chức trên phạm vi toàn cầu.

### Các hoạt động đáng chú ý khác
5G Summit
Vietnam Security Summit
ICT COMM
Smart IoT
ICT B2B Promotion

## Hội Viên
VIA hiện có hơn 150 thành viên tổ chức, bao gồm Telcos (Viettel, VNPT,…), ISP (FPT Telecom, CMC Telecom, NetNam, Hanoi Telecom, Leadgle...) nhà cung cấp dịch vụ (VNG, VCCorp,...), nhà cung cấp phần cứng và phần mềm, v.v.v
VIA cũng chấp nhận đơn đăng ký thành viên từ công ty hoặc tổ chức trên toàn thế giới có văn phòng địa phương tại Việt Nam.